# Museum der Kelten
Die belgische Provinz Luxemburg ist bekannt ist für ihre zahlreichen keltischen Hügelgräber. Das Musée des Celtes (deutsch Museum der Kelten) in Libramont-Chevigny besitzt eine der bedeutendsten Sammlungen des Landes. Das Museum wurde im Juni 1998 eröffnet und beherbergt die Forschungsergebnisse von über dreißig Jahren archäologischer Forschung an keltischen Fundstätten in den Ardennen.
Betreiber des Museums ist das Zentrum für archäologische Forschungen in den Ardennen (französisch Centre de Recherches Archéologiques en Ardenne, CRAA).
Von 2020 bis Ende 2021 war das Museum geschlossen und ist jetzt in der ersten Etage der örtlichen Messehalle untergebracht.